# Wilco Zeelenberg
Wilco Zeelenberg, né le 19 août 1966 à Bleiswijk aux Pays-Bas, est un ancien pilote de vitesse moto, actuellement dirigeant sportif.

## Carrière
Zeelenberg commence le sport motocycliste dans les compétitions de motocross avant de passer à la course sur route. Zeelenberg fait ses débuts en Grand Prix dans la classe 80 cm³ en 1986. Il remporte sa première et unique course de championnat du monde au Grand Prix moto d'Allemagne 1995 en 250 cm³. Il réalise sa meilleure saison en 1991, quand il termine au quatrième rang du championnat du monde 250 cm³ sur une Honda.
Zeelenberg dirige ensuite l'équipe de course de Yamaha en championnat du monde de Supersport avec les pilotes Cal Crutchlow et Fabien Foret. Crutchlow remporte le championnat du monde de Supersport 2009. En 2010, Zeelenberg prend le poste de chef d'équipe pour Jorge Lorenzo dans l'équipe Yamaha de MotoGP.